# Olszynka (Poméranie-Occidentale)
Olszynka est un village de Pologne, situé dans la gmina de Wałcz, dans le powiat de Wałcz, dans la voïvodie de Poméranie occidentale. Son identifiant SIMC (en) est 0967274.